# Hans Georg Junginger
Hans Georg Junginger (* 4. November 1943 in Gera) ist ein deutscher Politiker der SPD. Von 1996 bis 2009 war er Mitglied des Landtags von Baden-Württemberg.

## Leben und Beruf
Nach dem Abitur im Jahr 1964 in Meisenheim studierte Junginger Rechtswissenschaft und Volkswirtschaft in Heidelberg, Berlin und Tübingen. 1968 legte er das erste Staatsexamen ab, 1971 das Assessorexamen. Er ist in Weinheim als Rechtsanwalt tätig. Junginger ist verheiratet und hat vier Kinder.

## Politische Tätigkeit
In den Jahren 1971 bis 1975 sowie von 1984 bis 1996 war Junginger Mitglied des Gemeinderats in Weinheim. Ab 1986 war er dort auch Vorsitzender der SPD-Fraktion. Von 1999 bis 2004 war er Mitglied des Kreistags des Rhein-Neckar-Kreises und der Verbandsversammlung der Region Rhein-Neckar-Odenwald. 1996 wurde Junginger für den Landtagswahlkreis Weinheim in den Landtag von Baden-Württemberg gewählt. Dort war er für die SPD kommunalpolitischer Sprecher und von 2003 bis 2006 innenpolitischer Sprecher. Ab 2006 war Junginger Vorsitzender des Innenausschusses im Landtag.
Am 7. August 2009 kündigte Junginger an, sein Landtagsmandat zum Monatsende August 2009 niederzulegen. Für ihn rückte Gerhard Kleinböck in den Landtag nach.